# Peromyscus perfulvus
Peromyscus perfulvus és una espècie de mamífer rosegador de la família dels cricètids. És endèmic de l'oest de Mèxic. Els seus hàbitats naturals són els boscos caducifolis subtropicals, els boscos riberencs i les zones agrícoles. És una espècie en risc mínim, és a dir, no sembla que hi hagi cap amenaça significativa per a la seva supervivència. El seu nom específic, perfulvus, significa ‘molt falb’ en llatí.